# 短耳犬蝠
短耳犬蝠（學名：Cynopterus brachyotis）是狐蝠科犬蝠属的一个物种。这是一种小型蝙蝠，生活在南亚和东南亚，以及印度尼西亚（婆罗洲）。它的重量为21克到32克，有许多类型的栖息地，最常见的是森林，包括海拔较低的山地森林和热带低地雨林，以及花园、红树林、海滩上的植被。

## 描述
短耳犬蝠通常棕色至淡黄棕色，颈部颜色更浅一些。成年雄性颈部为暗橙色，而成年雌性为黄色。未成年则颈部颜色不明显。耳朵和翅膀骨的边缘通常是白色的。有两对下门牙，狐狸般的脸和大的黑眼睛。前臂长度为55-65毫米，尾长为8-10毫米，耳朵长度为14-16毫米。
短耳犬蝠的生命周期为20到30年。

## 类似物种
犬蝠与短耳犬蝠相似，犬蝠的前臂更长，耳朵更长，头骨长很多。短吻果蝠（Penthetor lucasi）只有一对下门齿，没有耳朵的白边，颜色通常较灰暗。无尾果蝠（Megaerops ecaudatus）通常有一个上翘的鼻子，没有较亮的的颈部和尾部，只有一对下门齿。

## 饮食
短耳犬蝠食水果。它们喜欢有果香，特别是芒果。 主要吃小水果，吸出果汁和柔软的果肉。它们也吃花蜜和花粉。

## 繁殖
短耳犬蝠的交配系统为一夫多妻。在菲律宾，雌性每年怀孕两次，几乎每个月都有怀孕的雌性。怀孕期约3.5至4个月。雌性哺乳幼崽约六至八个星期。雄性性成熟大约需要一年，大多数雌性约六至八个月就可以怀孕。梅德韦观察到，在马来西亚半岛繁殖没有季节性。繁殖在泰国也非季节性。雌雄双方都照顾幼崽，雄性在哺乳和喂养方面发挥了积极的作用。它们有与雌性大小相同的乳腺，超过它们的整体体重的8％ 。

## 行为
短耳犬蝠喜欢小规模成群栖息在树上，树叶下，或者在山洞里。年轻雄性可能独自生活。一只雄性和最多四只雌性栖息在一起很常见。雌性可能会20只成组生活。